# Stop Making Sense
Stop Making Sense je koncertní film z roku 1984. Jeho režisérem byl Jonathan Demme a jde o záznam vystoupení kapely Talking Heads. Pořízen byl během tří koncertů v Pantages Theatre v Hollywoodu v prosinci 1983. Název snímku pochází z textu písně „Girlfriend Is Better“. Při koncertu zazněly například písně „Psycho Killer“, „Burning Down the House“ a „Take Me to the River“. Kromě členů kapely, jimiž byli David Byrne, Tina Weymouth, Chris Frantz a Jerry Harrison, ve filmu vystupovali i další hudebníci, kteří v té době s kapelou hráli (například Bernie Worrell). Záznam koncertu vyšel coby soundtrack rovněž pod názvem Stop Making Sense.